# Jiří Chamrád
Jiří Chamrád (ur. 19 czerwca 1954 w Ostrawie) – reprezentujący Czechosłowację czeski lekkoatleta, młociarz.
Międzynarodową karierę rozpoczął od 7. miejsce podczas mistrzostw Europy juniorów.
12. zawodnik igrzysk olimpijskich w Moskwie (1980).
Pięciokrotny mistrz Czechosłowacji (1977, 1980–1983).
Reprezentował klub TJ Vítkovice.

## Rekordy życiowe
- Rzut młotem – 74,98 (14 czerwca 1980, Zabrze), wynik ten do 1983 był rekordem Czechosłowacji[3]